# 维安维尔
维安维尔（法語：Vienville，法語發音：[vjɛ̃vil] ⓘ）是法国大東部大區孚日省的一个市镇，属于孚日圣迪耶区。

## 地理
维安维尔（48°10'28"N, 6°49'49"E）面积3.38 平方千米，位于法国大東部大區孚日省，该省份为法国东北部内陆省份，北起默兹省和默尔特-摩泽尔省，西接上马恩省，南至上索恩省和贝尔福地区省，东临上莱茵省和下莱茵省。
与维安维尔接壤的市镇（或旧市镇、城区）包括：拉沙佩勒-德旺布吕耶尔、科尔雪、拉乌西耶尔。
维安维尔的时区为UTC+01:00、UTC+02:00（夏令时）。

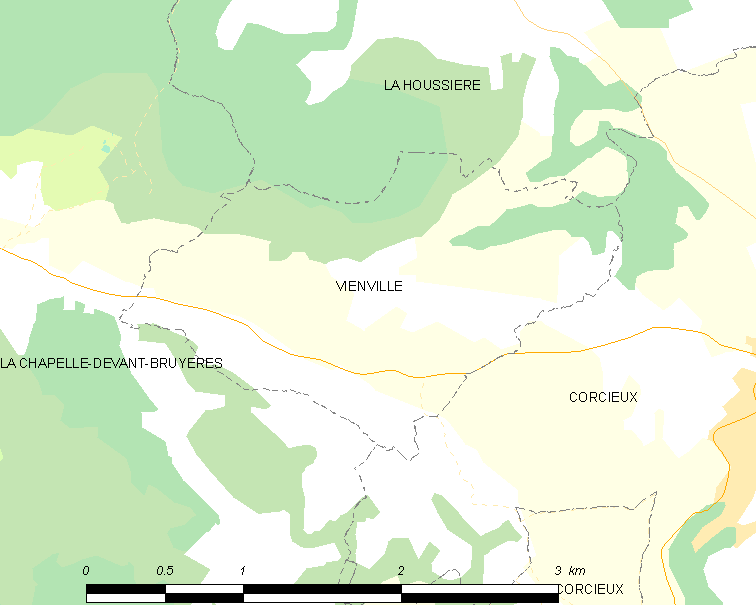
维安维尔的OSM定位图

## 行政
维安维尔的邮政编码为88430，INSEE市镇编码为88505。

## 政治
维安维尔所属的省级选区为热拉尔梅县。

## 人口

1962-2008年间维安维尔人口变化图示

维安维尔于2022年1月1日时的人口数量为120人。